# 堀田正賓
堀田 正賓（ほった まさざね）は、江戸時代中期の大名。近江堅田藩4代藩主。堀田家正高流分家4代。官位は従五位下・若狭守。

## 略歴
享保元年（1716年）、旗本・脇坂安利（播磨国龍野藩2代藩主・脇坂安照の四男）の次男として誕生した。
享保20年（1735年）、先代藩主・堀田正永が早世したため、養子となって跡を継いだ。正賓の曾祖父・脇坂安政は堀田家出身で、正永の祖父・堀田正俊の兄であった。
大番頭を務める。
宝暦8年（1758年）10月18日、死去。享年43。跡を長男の正富が継いだ。

## 系譜
父母
- 脇坂安利（実父）
- 井原氏（実母） - 側室
- 堀田正永（養父）

正室
- 松平忠暁の娘

側室
- 橋本氏

子女
- 堀田正富（長男） 生母は橋本氏
- 本庄道堅正室
- 堀田正貫正室、後に津田信之継室
- 三枝頼音室